# Dreiblatt-Windröschen
Das Dreiblatt-Windröschen (Anemone trifolia) ist eine Pflanze aus der Familie der Hahnenfußgewächse (Ranunculaceae).

## Merkmale
Die Art ist eine mehrjährige krautige Pflanze, ein Geophyt mit einem weißlichen „Wurzelstock“ (Rhizom). Sie erreicht eine Wuchshöhe von 10 bis 30 Zentimeter.
Im Gegensatz zum weiter verbreiteten Busch-Windröschen sind die Abschnitte der Stängelblätter beim Dreiblatt-Windröschen nicht zerteilt, dafür regelmäßig gesägt. Die dreiteiligen Stängelblätter stehen quirlständig zusammen (wie bei allen Windröschen (Anemone), denn dies ist ein gemeinsames Gattungsmerkmal). Die übrigen Blätter sind grundständig. An jedem Stängel werden meistens nur eine Blüte gebildet. Jede Blüte hat meist sechs Perigonblätter. In jeder Blüte sind viele Staubblätter, die Staubbeutel sind (bläulich)weiß. 
Blütezeit ist April und Juni.
Die Chromosomenzahl beträgt 2n = 32.

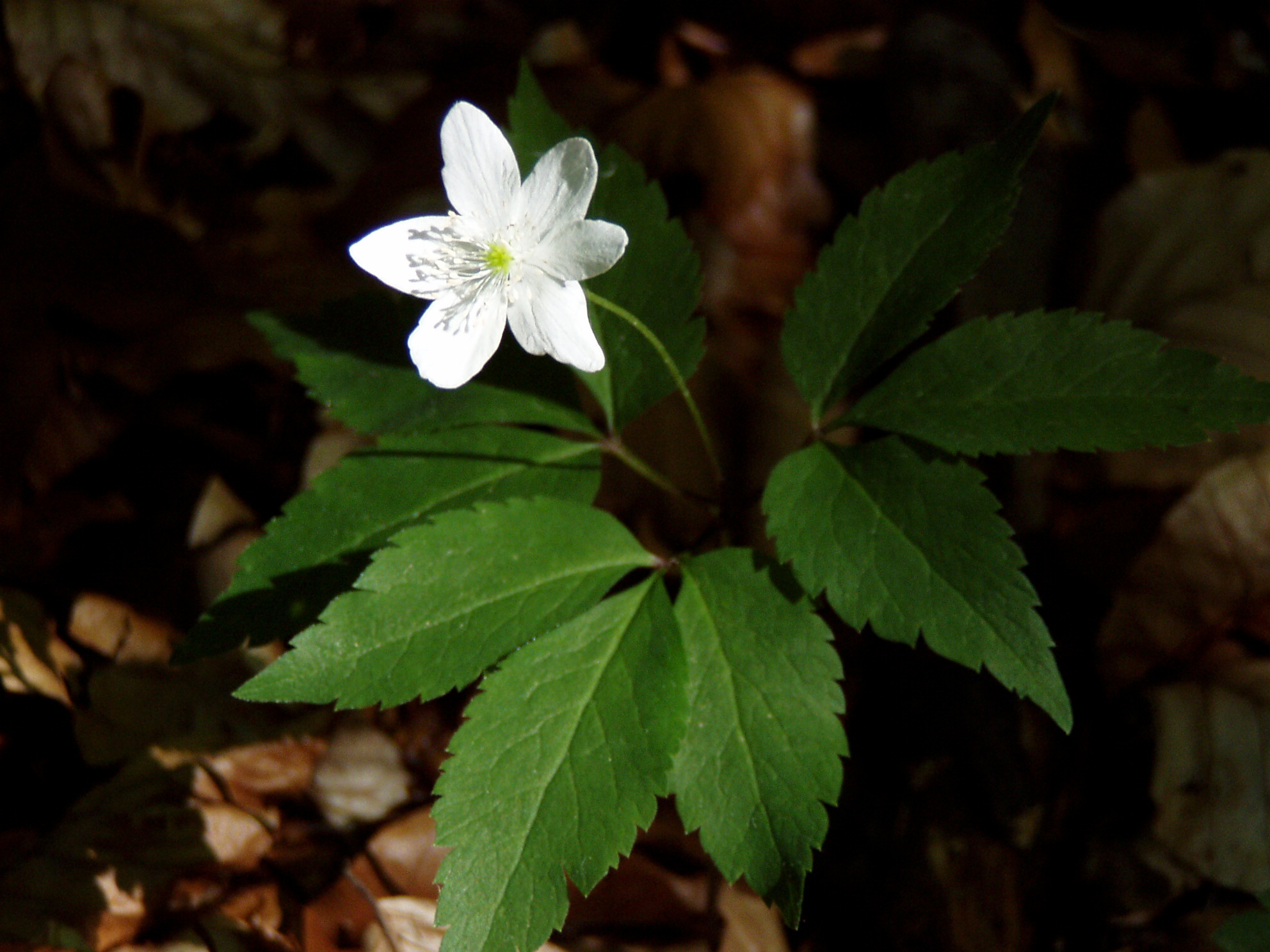
Anemone trifolia in einem Buchenwald in Kärnten.

## Verbreitung
Das Dreiblatt-Windröschen hat seine Hauptverbreitung in den Südalpen und Südwest-Europa. Es kommt in Portugal, Spanien, Frankreich, Italien, Ungarn, Slowenien, im ehemaligen Jugoslawien und in Griechenland vor. In Österreich kommt es in Nieder- und Oberösterreich, Kärnten, Salzburg und Osttirol vor. In der Steiermark, wo es als ausgestorben galt, wurde es in der Obersteiermark wiederentdeckt. In Deutschland ist es nicht heimisch.

## Vorkommen
Das Dreiblatt-Windröschen wächst in Edellaubwäldern, auch in Gebüschen. Es ist kalkliebend und wächst in der collinen bis montanen Höhenstufe (bis 1800 m NN).

## Systematik
Man kann zwei Unterarten unterscheiden:
- Anemone trifolia subsp. trifolia: Sie kommt in Österreich, Ungarn, Italien, im früheren Jugoslawien und in Finnland vor.[2]
- Anemone trifolia subsp. albida (Mariz) Ulbr.: Sie kommt in Portugal, Spanien und in Italien vor.[2]
- Anemone trifolia subsp. lancifolia (Pursh) Hiitonen wird meist als eigenständige Art angesehen: Anemone lancifolia Pursh. Sie kommt in Nordamerika vor.[2]